# Định luật cos (cầu)

Định luật cos cho tam giác trên mặt cầu.

Trong hình học trên mặt cầu, định luật cos (hay định lý cos) là một định lý liên hệ các cạnh của tam giác trên mặt cầu, tương tự như định lý cos cho tam giác trên mặt phẳng.
Xet trên mặt cầu đơn vị (mặt cầu có bán kính bằng 1), một "tam giác" được tạo bởi các  vòng tròn lớn nối ba điểm u, v, và w trên mặt cầu. Nếu độ cài các cạnh là a (từ u đến v), b (từ u đến w), và c (từ v đến w), và góc đối diện với cạnh c là C, thì ta có định lý phát biểu rằng:
{\displaystyle \cos(c)=\cos(a)\cos(b)+\sin(a)\sin(b)\cos(C).\,}
Trường hợp đặc biệt, khi C = π/2 thì cos(C) = 0 và có thể thu được két quả tương tự định lý Pitago:
{\displaystyle \cos(c)=\cos(a)\cos(b).\,}
Khi các góc cầu là nhỏ, bề mặt tam giác là xấp xỉ phẳng, và các công thức trở về dạng phẳng:
{\displaystyle c^{2}\approx a^{2}+b^{2}-2ab\cos(C).\,\!}
Sai số của xấp xỉ phẳng, suy ra từ chuỗi Maclaurin cho hàm cos và sin, là vào cỡ
{\displaystyle O(c^{4})+O(a^{3}b)+O(ab^{3}).\,\!}